# Asteroid – Zerstörung aus dem All
Asteroid – Zerstörung aus dem All (Originaltitel Meteor Assault) ist ein kanadischer Katastrophenfernsehfilm aus dem Jahr 2015 von Jason Bourque, der auch das Drehbuch verfasste.

## Handlung
Die Vereinigten Staaten werden Zeugen eines heftigen Meteoritenschauers. Schnell einigen sich die Behörden darauf, dass es sich um ein einmaliges Naturphänomen handelt, sie gehen daher keinen weiteren Nachforschungen nach. Steve Thomas, ein Astrophysiker, gibt sich allerdings mit der offiziellen Ermittlung nicht zufrieden und setzt seine Nachforschungen fort. Er vermutet, dass es sich bei den Meteoriten um Vorboten eines großen Asteroiden handelt. Niemand glaubt seinen Ergebnissen, da er bei der Regierung in Ungnade gefallen ist. Grund dafür ist, dass er einst Militärgeheimnisse enthüllt hatte und von da an den Ruf eines Whistleblowers innehat. Er fand damals heraus, dass die Regierung Wettersatelliten zur Überwachung einsetzte.
Dadurch, dass Steve seinen Job verlor, leidet auch sein Familienleben. Dennoch ist er entschlossen, die Bevölkerung rechtzeitig zu warnen. Daher entwickelt er einen eigenen Satelliten, mit dessen Hilfe er die Existenz des Asteroiden beweisen möchte. Hilfe erhält er schließlich von seinen Kindern Maggie und Kyle Thomas.

## Hintergrund
Der Film entstand überwiegend in Langley, British Columbia. Er ist auch unter dem Alternativtitel Asteroid: Final Impact bekannt. Seine Premiere gab er am 19. September 2015 in den USA und im Vereinigten Königreich. In Deutschland gab der Film am 21. Juli 2018 auf dem Sender RTL Zwei seine deutschsprachige Free-TV-Premiere.

## Rezeption
„Unorigineller (Fernseh-)Katastrophenfilm mit allen erwartbaren Klischees des Genres. Die billigen Spezialeffekte erweisen sich letztlich als weniger fatal für den Unterhaltungswert des Films als die blassen Charaktere und die spannungslose Handlung.“

RTL Zwei schrieb von einem „spannenden Katastrophen-Thriller“. TV Spielfilm sieht den Film deutlich negativer und ist der Meinung, der Film würde alle genretypischen Klischees erfüllen und verfüge über ein „schlechtes Skript, miese Tricks, drittklassige Mimen“.
Aufgrund zu weniger Abstimmung hat der Film weder im Popcornmeter, der Zuschauerwertung auf Rotten Tomatoes, noch bei den Kritikern eine Bewertung erhalten. In der Internet Movie Database hat der Film bei knapp 770 Stimmabgaben eine Wertung von 3,6 von 10,0 möglichen Sternen (Stand: März 2025).